# Musculus orbicularis oculi
Der Musculus orbicularis oculi (lat. für „Augenringmuskel“) ist ein das Auge ringförmig umgreifender Skelettmuskel, der dem Schluss der Lidspalte und damit auch dem Lidschlussreflex dient. Er gehört zur mimischen Muskulatur.
Er entspringt am nasenseitigen Teil des Stirnbeins und Oberkiefers sowie am nasenseitigen Lidband, umgreift das Auge und die Lider und setzt an der Raphe palpebralis lateralis an.
Der Muskel wird vom Nervus facialis (VII. Hirnnerv) innerviert, der über den Plexus parotideus Nervenfasern an diesen Muskel entsendet. Die Blutversorgung erfolgt über den Ramus zygomaticoorbitalis der Arteria temporalis superficialis. Das Verhältnis von Typ 1 zu Typ 2 Muskelfasern ist 15,4 % zu 84,6 %.
Die Pars lacrimalis des Musculus orbicularis oculi wird als Horner-Muskel bezeichnet, wurde 1745 erstmals von Joseph-Guichard Du Verney beschrieben und nach dem Anatomen William Edmonds Horner (1793–1853) benannt.